# Enoplognatha hermani
Enoplognatha hermani är en spindelart som beskrevs av Robert Bosmans och Van Keer 1999. Enoplognatha hermani ingår i släktet Enoplognatha och familjen klotspindlar.
Artens utbredningsområde är Algeriet. Inga underarter finns listade i Catalogue of Life.